# Occidentosphena ruandensis
Occidentosphena ruandensis är en insektsart som först beskrevs av Rehn, J.A.G. 1914.  Occidentosphena ruandensis ingår i släktet Occidentosphena och familjen Pyrgomorphidae. Inga underarter finns listade i Catalogue of Life.